# 詹妮弗·内格尔
詹妮弗·内格尔（1947年—）是一位加拿大哲学家，多倫多大學教授，专攻认识论、心灵哲学和後設認知，主要作品有入选牛津通识读本的《知识》（Knowledge）等。